# François Costé
Pour les articles homonymes, voir Coste.
François Costé, né à Neufchâteau le 24 avril 1789, et mort à Paris le 23 janvier 1848, est un magistrat et homme politique français, député des Vosges sous la monarchie de Juillet. 

## Biographie
François Costé naît le 24 avril 1789, à Neufchâteau dans les Vosges. Il entame sous le Premier Empire une carrière de magistrat en Italie napoléonienne : d'abord auditeur à la cour impériale de Rome en 1810, il est ensuite nommé substitut du procureur à Pérouse. Il revient en France lors de la Première Restauration, et devient procureur du roi à Millau. Il intègre ensuite, en 1816, la cour royale de Colmar, dont il devient l'avocat général en 1826. Après une courte disgrâce consécutive à l'instauration de la monarchie de Juillet (il en deviendra ensuite, paradoxalement, l'un des plus fervents partisans), il est réintégré dans le corps des magistrats et nommé conseiller (le 15 août 1831), puis président de chambre (le 12 novembre 1836), à la cour de Nancy.
Il quitte ensuite la magistrature pour se lancer en politique, et est élu député des Vosges par le collège électoral de Neufchâteau le 9 juillet 1842. Il est réélu le 1er août 1846. Fidèle à la Monarchie de Juillet et à François Guizot, il vote tous les projets de loi de ce dernier. François Costé meurt le 23 janvier 1848, un mois avant l'écroulement du régime politique qu'il soutenait.

## Pour approfondir